# Myrmarachne lurida
Myrmarachne lurida este o specie de păianjeni din genul Myrmarachne, familia Salticidae. A fost descrisă pentru prima dată de Simon, 1885. Conform Catalogue of Life specia Myrmarachne lurida nu are subspecii cunoscute.